# Johnnathan Tafra
Jhonnathan Francisc Tafra Quitral (8 de agosto de 1983) es un deportista chileno que compitió en piragüismo en la modalidad de aguas tranquilas. Ganó dos medallas en los Juegos Panamericanos, plata en 2003 y bronce en 2011.

## Palmarés internacional
| Juegos Panamericanos | Juegos Panamericanos            | Juegos Panamericanos | Juegos Panamericanos |
| Año                  | Lugar                           | Medalla              | Competición          |
| -------------------- | ------------------------------- | -------------------- | -------------------- |
| 2003                 | Santo Domingo (Rep. Dominicana) | Medalla de plata     | C2 1000 m            |
| 2011                 | Guadalajara (México)            | Medalla de bronce    | C1 1000 m            |